# Маунд-Прери (тауншип, Миннесота)
Маунд-Прери (англ. Mound Prairie) — тауншип в округе Хьюстон, Миннесота, США. На 2000 год его население составило 661 человек.

## География
По данным Бюро переписи населения США площадь тауншипа составляет 95,2 км², из которых 93,9 км² занимает суша, а 1,3 км² — вода (1,39 %).

## Демография
По данным переписи населения 2000 года здесь находились 661 человек, 228 домохозяйств и 186 семей.  Плотность населения —  7,0 чел./км².  На территории тауншипа расположено 233 постройки со средней плотностью 2,5 построек на один квадратный километр. Расовый состав населения: 98,64 % белых, 0,15 % коренных американцев, 0,45 % азиатов и 0,76 % приходится на две или более других рас. Испанцы или латиноамериканцы любой расы составляли 0,15 % от популяции тауншипа.
Из 228 домохозяйств в 42,1 % воспитывались дети до 18 лет, в 68,4 % проживали супружеские пары, в 6,1 % проживали незамужние женщины и в 18,0 % домохозяйств проживали несемейные люди. 12,7 % домохозяйств состояли из одного человека, при том 5,3 % из — одиноких пожилых людей старше 65 лет. Средний размер домохозяйства — 2,90, а семьи — 3,19 человека.
31,0 % населения — младше 18 лет, 7,0 % — в возрасте от 18 до 24 лет, 30,4 % — от 25 до 44, 23,8 % — от 45 до 64, и 7,9 % — старше 65 лет. Средний возраст — 36 лет. На каждые 100 женщин приходилось 110,5 мужчин.  На каждые 100 женщин старше 18 приходилось 110,1 мужчин.
Средний годовой доход домохозяйства составлял 50 234 доллара, а средний годовой доход семьи —  52 159 долларов. Средний доход мужчин —  32 969  долларов, в то время как у женщин — 26 667. Доход на душу населения составил 19 487 долларов. За чертой бедности находились 1,6 % семей и 2,4 % всего населения тауншипа, из которых 9,0 % старше 65 лет.